# Елріо ван Герден
Елріо ван Герден (англ. Elrio van Heerden; 11 липня 1983, Порт-Елізабет) — південноафриканський футболіст, півзахисник.

## Футбольна біографія

### Клубна
Почав грати за команду університету в Порт-Елізабет.
У 2002 році уклав контракт з данським клубом «Копенгаген», кольори якого захищав протягом трьох сезонів. У чемпіонаті країни дебютував 23 травня 2004 року проти клубу «Ольборг». Дебют вийшов вдалим — на 90-й хвилині африканець зрівняв рахунок і врятував команду від поразки. У складі команди грав у Лізі чемпіонів, Кубку УЄФА і Королівській лізі, в якій грають найкращі команди Данії, Швеції, Норвегії.
За 1 мільйон 440 тисяч фунтів стерлінгів 1 лютого 2006 року перейшов в бельгійський клуб «Брюгге». У сезоні 2005/06 взяв участь у 10 іграх, у трьох з них грав з першої до останньої хвилини. У сезоні 2006/07 став повноправним гравцем основного складу. Забив один гол у грі 16-го туру проти льєжського «Стандарда», цей матч закінчився з рахунком 4:4. На 53-й хвилині зробив рахунок 3:0, а на 64-й хвилині віддав гольовий пас Ібрагіму Салу. У сезоні 2007/08 травмував коліно. На відновлення пішло 2 місяці. У чемпіонаті 2008/09 переважно виходив на заміну і покинув команду після закінчення контракту в червні 2009 року.
2 червня 2009 року перейшов в англійський клуб «Блекберн Роверз». Стати гравцем основного складу ван Гердену не вдалося. Всього за англійський клуб зіграв 2 матчі за резервістів і 2 гри в розіграші Кубка ліги, а в січні 2010 року був відданий в оренду турецькому клубу «Сівасспор». 24 січня 2010 року провів перший матч за клуб проти команди «Трабзонспор». Всього взяв участь у шести іграх чемпіонату Туреччини. Команда посіла підсумкове 15-те місце. Термін оренди закінчився 1 липня 2010 року.
27 липня 2010 року Елріо став гравцем бельгійського «Вестерло», де провів наступний сезон, після чого грав на батьківщині за «Голден Ерроуз».

### Збірна ПАР
За збірну виступав з 2004 по 2009 рік.
В її лавах виступав на Золотому кубку КОНКАКАФ в 2005 році, куди ПАР і Колумбія були запрошені як гості. На стадії групового турніру ван Герден забив другий гол у ворота мексиканців, забезпечивши перемогу з рахунком 2:1. У чвертьфіналі ПАР поступилася по пенальті збірній Панами.
Також грав у фінальних стадіях Кубка африканських націй 2006 і 2008 років. Обидва рази збірна вибула на стадії групового етапу, посідаючи останнє місце в групі.
У 2009 році виступав за збірну на Кубку конфедерацій. На турнірі виходив на заміну в півфіналі проти бразильців і в матчі за третє місце проти Іспанії. Збірна посіла четверте підсумкове місце.

## Досягнення

### Командні
- Чемпіон Данії: 2002/03, 2003/04 і 2005/06
- Володар Кубка Данії: 2004
- Чемпіон Королівської ліги: 2005
- Володар Кубка Бельгії: 2007
- Четверте місце на Кубку конфедерацій: 2009